# De meeuw (Tsjechov)
De meeuw (Russisch: Чайка, Tsjajka) is een toneelstuk in vier bedrijven uit 1896 van de Russische schrijver Anton Tsjechov. Het beschrijft de verwikkelingen van een aantal mensen uit de bovenklasse van de Russische samenleving aan het eind van de 19e eeuw.

## Achtergrond
Het stuk speelt zich af op het landgoed van de oude staatsman Sorin. De vier hoofdfiguren (de beroemde maar wat vastgeroeste actrice Arkadina, haar zoon Konstantin met schrijversaspiraties, de beroemde schrijver Trigorin en het buurmeisje Nina die actrice wil worden) hebben allen hun eigen artistieke en romantische beslommeringen. Ook de overige rollen (Sorins rentmeester Sjamrajev, zijn vrouw Polina, hun dochter Masja, de dokter Dorn en de schoolmeester Mjedvjedjenko) hebben zo hun eigen problemen. Sjamrajev tobt met het beheren van het landgoed en probeert tevergeefs in de smaak te vallen bij Arkadina, die hij grenzeloos bewondert. Polina is ongelukkig met haar huwelijk en heeft een verhouding met Dorn. Masja is smoorverliefd op Konstantin, maar die is verliefd op Nina. Mjedvjedjenko houdt op zijn beurt weer van Masja.
Opmerkelijk aan de grotere stukken van Tsjechov is dat zij voor het grootste deel rusten op volledig ontwikkelde karakters in plaats van een melodramatisch verhaal. Dit houdt bijvoorbeeld in dat de meer spectaculaire scènes backstage plaatsvinden, maar dat de verhoudingen tussen de personages des te beter naar voren komen.
De eerste opvoering was geen succes. Het publiek reageerde dermate vijandig dat de actrice die Nina speelde (Vera Komissarzjevskaja) haar stem verloor. Uit schaamte bracht Tsjechov de laatste drie bedrijven achter de schermen door en zwoer nooit meer een toneelstuk te zullen schrijven. Latere uitvoeringen onder regie van Konstantin Stanislavski werden echter wel een groot succes.

## Personages
- Irina Nikolajevna Arkadina, een beroemde actrice
- Konstantin (Kostja) Gavrilovitsj Trepljov, zoon van Arkadina; aspirant-schrijver
- Pjotr Nikolajevitsj Sorin, de broer van Arkadina; landeigenaar en oud-staatsraad
- Boris Aleksejevitsj Trigorin, een bekende schrijver
- Nina Michajlovna Zarjetsjana, een buurmeisje; wil actrice worden
- Sjamrajev, Sorins rentmeester, ex-luitenant
- Polina, vrouw van de rentmeester
- Masja, dochter van Polina en Shamrajev
- Jevgeni Sergejevitsj Dorn, de dokter
- Mjedvjedjenko, een schoolmeester
- Jakow, de huisknecht van Sorin

Irina Nikolajevna Arkadina is een 43-jarige dame en een beroemde actrice, die stilletjes de glorietijd aan haar voorbij ziet gaan. Ze heeft een zoon, Konstantin Gavrilovitsj Trepljov.
Trepljov is maar 25 jaar oud en zit momenteel in de fase van zijn leven waarin hij experimenteert met het schrijven, voornamelijk theaterteksten. Trepljov is de klassieke schrijfstijl en theateropvoering beu en wil het publiek iets nieuws presenteren. Dit valt spijtig genoeg niet bij iedereen in de smaak, en al zeker niet bij zijn moeder. In het verhaal wordt hij ook af en toe Kostja genoemd, die (bijvoorbeeld) piano speelt.
Arkadina is samen met een bekende schrijver, Boris Aleksejevitsj Trigorin. Hoewel hij een echte rokkenjager is, keert hij altijds terug bij Arkadina. Een van Trigorins grootste fouten was dat hij hopeloos verliefd werd op de jonge Nina, een meisje waar Trepljov mee is opgegroeid en de liefde van Trepljovs leven.
Nina Michajlovna Zarjetsjana leeft onder het streng gezag van haar vader, een rijke landeigenaar, en haar stiefmoeder. Toch droomt ze ervan om op een dag een succesvolle actrice te worden. Arkadina heeft ook een broer, Pjotr Nikolajevitsj Sorin, een oude man van 62 jaar, die geleidelijk aan het einde van zijn leven nadert (in bedrijf 4). Sorin is een ex-lid van de Staatsraad en heeft 28 jaar op het ministerie van Justitie gewerkt.
Ilja Afanasjevitsj Sjamrajev, Sorins rentmeester en een gepensioneerde luitenant, heeft samen met zijn vrouw Polina Andrejevna een dochter Masja. Masja houdt stiekem van Trepljev, maar durft hem dat niet persoonlijk te vertellen. Uiteindelijk zal ze trouwen met Semjon Semjonovitsj Mjedvjedjenko, een schoolmeester die voor zijn familie moet zorgen.
Tot slot zit er ook nog een zeer gewaardeerde dokter in het verhaal: Jevgeni Sergejevitsj Dorn.

## Het verhaal

### Eerste bedrijf
De actrice Arkadina brengt de zomer met haar geliefde Trigorin door op het landgoed van haar broer Sorin. Haar zoon Konstantin heeft een experimenteel stuk geschreven dat wordt uitgevoerd door zijn buurmeisje Nina, op wie hij hartstochtelijk verliefd is. Nina wil dolgraag actrice worden, en ze gebruikt de liefde van Konstantin om in contact te komen met beroemde schrijvers en acteurs. Het toneelstuk wordt volledig belachelijk gemaakt door Arkadina, en Konstantin loopt zwaar beledigd weg.
In de loop van het eerste bedrijf worden de vele romantische verhoudingen duidelijk. Zo heeft Polina een verhouding met de dokter, is de schoolmeester verliefd op haar dochter Masja, die weer verliefd is op Konstantin.

### Tweede bedrijf
Het tweede bedrijf begint op een warme zomermiddag, enkele dagen na de uitvoering van het toneelstuk. Arkadina, Dorn en Masja zitten enigszins verveeld te lezen en te filosoferen. Later komen ook Nina en Sorin op. Arkadina wil naar Moskou vertrekken, maar rentmeester Sjamrajev weigert botweg de gevraagde paarden te geven. Er ontstaat een ruzie, en iedereen loopt boos weg. Alleen Nina blijft achter.
Dan komt Konstantin op met een afgeschoten meeuw en geeft die aan Nina. Nina reageert geschokt en verbaasd. Konstantin klaagt over de verkilling van Nina ten opzichte van hem en kondigt aan zichzelf te zullen doden op dezelfde manier als hij de meeuw heeft gedood. Dan komt Trigorin op, en Konstantin vertrekt in een opwelling van jaloezie.
Nina vraagt Trigorin naar het leven van een creatieve persoon, en hij vertelt haar over zijn leven als schrijver. Dan ziet hij de dode meeuw liggen, en dat inspireert hem tot een kort verhaal. “Er woonde aan een meer een jong meisje. Ze hield van het meer als een meeuw en ze is vrolijk en vrij als een meeuw. Maar op een dag kwam er een reiziger langs, en omdat hij niets anders te doen had, maakte hij haar kapot, net als deze meeuw hier.” Dan komt Arkadina op en meldt dat ze besloten heeft te blijven.

### Derde bedrijf
Het derde bedrijf speelt zich een week later af. Arkadina en Trigorin maken aanstalten te vertrekken naar Moskou. Sorin wil dat ook, maar wordt tegengehouden vanwege zijn slechte gezondheid. Ondertussen heeft Konstantin een mislukte zelfmoordpoging gedaan en loopt met een verband om zijn hoofd.
In een gesprek tussen Trigorin en Masja kondigt Masja aan te gaan trouwen met Mjedvjedjenko om haar liefde voor Konstantin te onderdrukken. Dan komt Nina op en vraagt Trigorin of ze actrice zou kunnen worden. Ze geeft hem een medaillon waarin een citaat uit een van zijn boeken staat: “Als je ooit mijn leven nodig hebt, kom dan en neem het.”
Dan komen Arkadina en Sorin op. Er volgt een ruzie. Hij wil mee naar de stad en wil dat Arkadina aan Konstantin geld leent om een beter leven te beginnen. De gierige Arkadina weigert botweg.
Dan komt Konstantin op en vraagt zijn moeder hem een schoon verband om te doen. Er volgt opnieuw een ruzie. Konstantin beschuldigt Arkadina ervan dat ze armzalige stukken speelt en nooit iets voor een ander over heeft. Arkadina vindt Konstantin een nutteloze klaploper. Algauw wordt het echter weer bijgelegd. Dan komt Trigorin op, en Konstantin gaat weg.
Trigorin verklaart aan Arkadina dat hij verliefd is geworden op Nina. Arkadina reageert gekwetst en beledigd. Nadat iedereen afscheid heeft genomen van elkaar blijven alleen Nina en Trigorin over. Nina heeft besloten om actrice te worden, en ze spreken af elkaar in Moskou te zullen ontmoeten. Er volgt een gepassioneerde kus.

### Vierde bedrijf
Het vierde bedrijf speelt zich af twee jaar na het derde bedrijf. In die voorbije twee jaar is heel wat gebeurd.
Trepljov heeft enige kleine successen geboekt als schrijver. Er verschijnen zelfs enkele van zijn teksten in tijdschriften.
Masja is in de tussentijd getrouwd met Mjedvjedjenko, wat ze in het derde bedrijf had meegedeeld aan Trigorin, maar ze is ongelukkig in haar huwelijk met de onderwijzer.
Sorins gezondheidstoestand is in de afgelopen twee jaar sterk achteruitgegaan. Hij belandt in een rolstoel en ziet het einde van zijn leven naderen. Daarom wordt Arkadina getelegrafeerd om terug te keren naar het landgoed van haar broer.
In een gesprek tussen Sorin en dokter Dorn klaagt Sorin over de sleur van het leven. De dromen die hij in zijn leven wilde verwezenlijken, deelt hij maar al te graag met Dorn. Hij zou naar eigen zeggen graag een groter en meeslepender leven hebben gehad. Hij verwoordt zijn leven zelfs als een onderwerp voor Kostja's volgende boek, met als titel L’homme qui a voulu, de man die heeft gewild.
Kort nadien, in een ander gesprek tussen Mjedvjedjenko, Trepljov en Dorn, komt plots Nina ter sprake. Trepljov vraagt zich af wat er van haar geworden is. Ze is destijds van huis weggelopen en met Trigorin gaan samenwonen. Zij hebben een kortstondige verhouding gehad waaraan Nina een kind overhield. Toen het kind stierf, had Trigorin zijn interesse in Nina verloren en keerde hij terug naar zijn vroegere minnaressen, onder wie Arkadina. De toneelcarrière van Nina mislukte. Nina was een aardige actrice maar ze greep altijd maar weer naar te grote rollen die ze niet kon verwezenlijken. Uiteindelijk raakte ze door alle ellende gedesillusioneerd.
Wanneer het gesprek ten einde loopt, besluiten bijna alle gasten om bingo te spelen. Trepljov blijft alleen achter.
Trepljov krijgt niet de erkenning waarvan hij zijn hele leven had gedroomd, en al zeker niet van Trigorin. Blad na blad verbrandt hij zijn manuscripten. Desondanks besluit hij kort nadien om opnieuw manuscripten te schrijven, tot er iemand op het raam van zijn werkatelier klopt. Het is Nina. Terwijl alle andere gasten eten, drinken en zich vermaken met het spel, voeren Nina en Trepljov een diepgaand gesprek. Nina vertelt verward over haar levensbelevenissen sinds haar vertrek. Ze vereenzelvigt zich altijd weer met de meeuw die Trepljov heeft doodgeschoten, maar ontkent dat vervolgens weer. Trepljov smeekt haar om te blijven. Hij biedt haar iets te eten aan, wat ze kan gebruiken, maar Nina weigert te luisteren. Ze gaat in stilte weg. Trepljov blijft piekerend achter.
Als iedereen, behalve Trepljov, zich klaarmaakt om het spel voort te zetten met enkele flessen drank, klinkt er een luide knal. Dokter Dorn gaat kijken wat er aan de hand. Hij stelt iedereen gerust door te zeggen dat het enkel en alleen een ontplofte fles ether was . Maar in vertrouwen vertelt hij Trigorin de waarheid: Trepljov heeft zichzelf bij een tweede zelfmoordpoging een kogel door het hoofd geschoten, met deze keer de dood tot gevolg.